# Friedrich Möhlmann
Friedrich Möhlmann (* 2. Dezember 1904 in Thedinghausen; † 9. April 1977 in Braunschweig) war ein deutscher Luftfahrtingenieur. Er war von 1955 bis 1969 erster Direktor des Luftfahrt-Bundesamtes in Braunschweig.

## Leben und Werk
Der Sohn des Auktionators Friedrich Möhlmann (1879–1932) und der Landwirtstochter Marie, geb. Schröder (1883–1970) schloss das Humanistische Gymnasium in Bremen 1923 mit dem Abitur ab. Es folgte ein Studium des Maschinenbauwesens und der Luftfahrttechnik an den Technischen Hochschulen Hannover und Berlin-Charlottenburg. In Berlin, wo Möhlmann das Studium 1929 mit dem Grad eines Dipl.-Ing. beendete, gehörte Georg Hans Madelung zu seinen akademischen Lehrern. Zu Studienzeiten war Möhlmann Mitglied der Akademischen Fliegergruppe (Akaflieg) und erhielt bei der Deutschen Verkehrsfliegerschule (DVS) in Stettin, Berlin-Staaken und Schleißheim eine fliegerische Ausbildung. Er erwarb den B1- und den Kunstflugschein. Möhlmann war als Ingenieur bei der AEG tätig, bevor er 1933 in Berlin-Staaken das Amt eines Technischen Referenten bei der Erprobungsstelle des Reichsverbandes der Deutschen Luftfahrtindustrie antrat. Er befasste sich u. a. mit Fragen der automatischen Flugzeugsteuerung. Seit 1935 arbeitete er im Technischen Amt des Reichsluftfahrtministeriums. Dort gehörte die Sicherheitsausrüstung von Flugzeugen zu seinem Aufgabenbereich. Im Jahre 1937 wurde er Mitglied des Ingenieurkorps der Luftwaffe.

### Direktor des Luftfahrt-Bundesamtes
Nach dem Ende des Zweiten Weltkriegs gründete Möhlmann zunächst einen mittelständischen metallverarbeitenden Betrieb.
Am 15. September 1953 wurde die Vorläufige Bundesstelle für Luftfahrtgerät und Flugunfalluntersuchung (VBL) mit Sitz in Bonn errichtet. Ihre Zuständigkeiten umfassten die Leitung des Flugunfalldienstes und des Such- und Rettungsdienstes sowie die Bearbeitung neuer technischer Vorschriften für den Bau und die Prüfung von Luftfahrtgerät.
Möhlmann wurde 1954 vom zuständigen Bundesminister für Verkehr Hans-Christoph Seebohm zum Leiter der VBL berufen. Mit dem Gesetz über das Luftfahrt-Bundesamt vom 30. November 1954 wurde die VBL durch das Luftfahrt-Bundesamt (LBA) als Bundesoberbehörde für die zivile Luftfahrt ersetzt. Minister Seebohm, seit 1947 Präsident der Industrie- und Handelskammer Braunschweig und seit dem 25. Januar 1954 Ehrenbürger der Stadt, bestimmte am 14. Dezember 1954 Braunschweig zum Sitz der neuen Behörde, zu deren erstem Leiter Möhlmann ernannt wurde. Das LBA nahm am 1. Februar 1955 mit 28 Mitarbeitern seinen Dienst in den Räumen des Hauptgebäudes des Flughafens Braunschweig-Waggum auf. Am 5. Mai 1955 erhielt die Bundesrepublik Deutschland die Lufthoheit zurück, womit die Aufgabe verbunden war, das Zulassungs- und Prüfwesen für die Zivilluftfahrt zu aktualisieren und die aus dem Jahre 1936 stammenden Bestimmungen durch Neuregelungen zu ersetzen. Hierbei wirkte Möhlmann entscheidend mit.
Möhlmann ging am 31. Dezember 1969 in den Ruhestand. Am 16. Januar 1970 wurde Paul Ossenbühn sein Nachfolger (bis 1971) als Direktor des LBA.